# Dzięgost
Dzięgost – część miasta Dąbrowice w Polsce, położona w województwie łódzkim, w powiecie kutnowskim, w gminie Dąbrowice.
W latach 1975–1998 Dzięgost administracyjnie należał do województwa płockiego.